# Communauté de communes du Pays grenadois
La communauté de communes du Pays grenadois est une communauté de communes française, située dans le département des Landes et la région Nouvelle-Aquitaine

## Historique
Elle a été créée le 29 décembre 1998 pour une prise d'effet au 31 décembre 1998.

## Territoire communautaire

### Géographie
Située à l'est  du département des Landes, la communauté de communes du Pays grenadois regroupe 11 communes et présente une superficie de 166,7 km2.

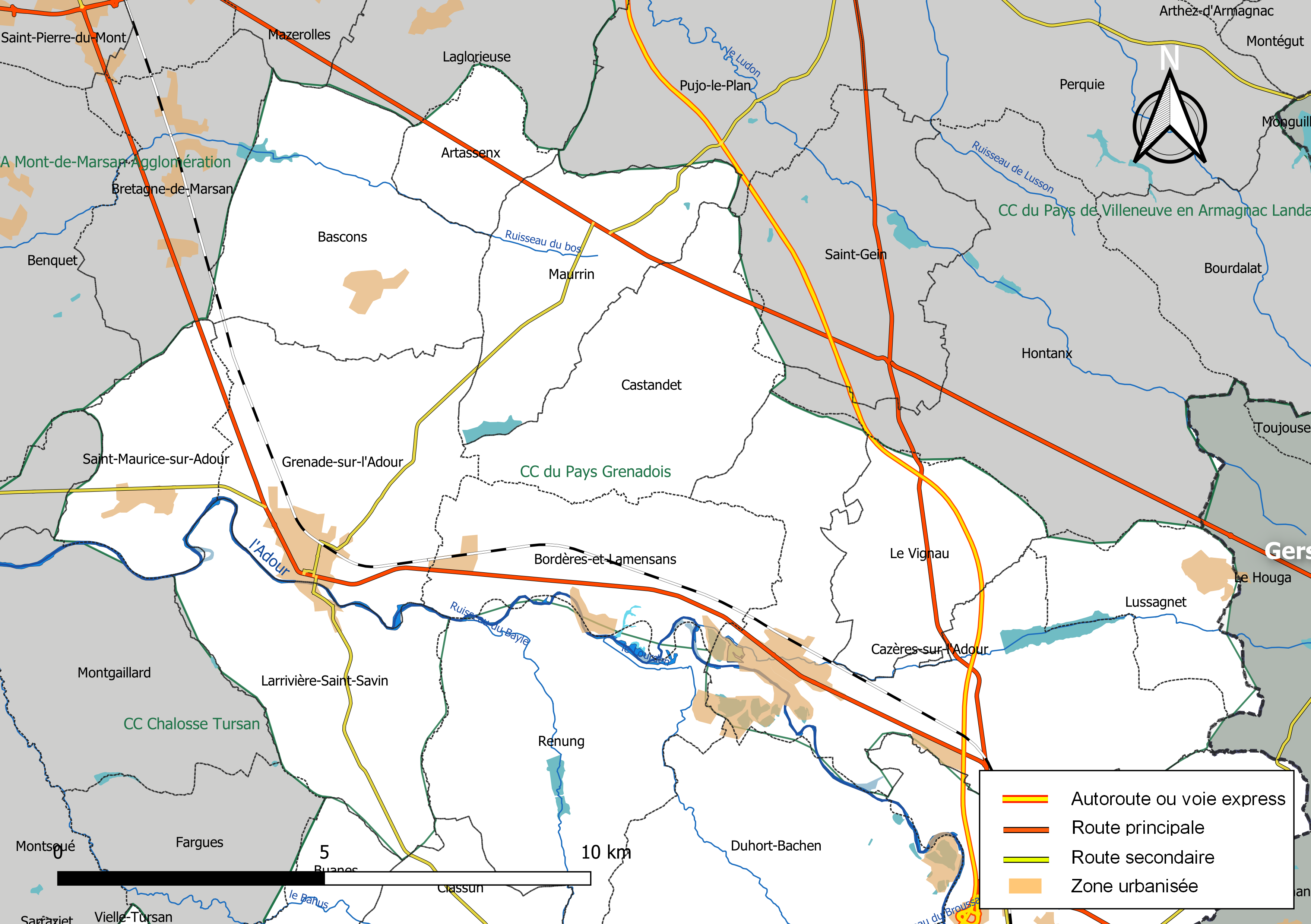
Carte de la communauté de communes du Pays grenadois au 1er janvier 2019.

### Composition

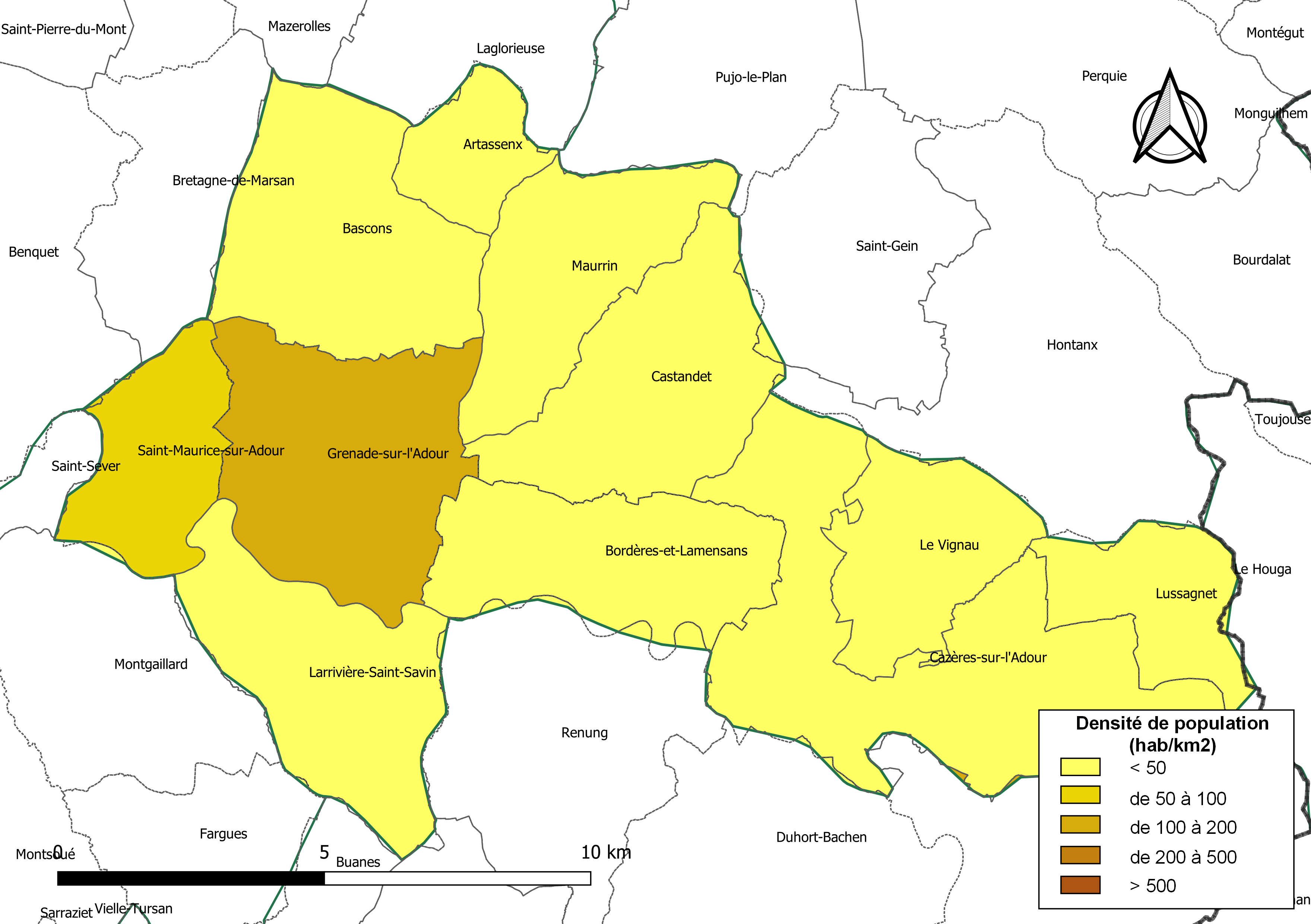
Carte des densités de population (millésimée 2016) des communes de la communauté de communes du Pays grenadois. Composition en communes au 1er janvier 2019.

La communauté de communes est composée des 11 communes suivantes :

| Nom                         | Code Insee | Gentilé         | Superficie (km2) | Population (dernière pop. légale) | Densité (hab./km2) |
| --------------------------- | ---------- | --------------- | ---------------- | --------------------------------- | ------------------ |
| Grenade-sur-l'Adour (siège) | 40117      | Grenadois       | 19,72            | 2 414 (2022)                      | 122                |
| Artassenx                   | 40012      | Artassénois     | 5,5              | 260 (2022)                        | 47                 |
| Bascons                     | 40025      | Basconnais      | 18,7             | 868 (2022)                        | 46                 |
| Bordères-et-Lamensans       | 40049      | Bordériens      | 15,6             | 372 (2022)                        | 24                 |
| Castandet                   | 40070      | Castandetois    | 16,66            | 420 (2022)                        | 25                 |
| Cazères-sur-l'Adour         | 40080      | Cazériens       | 31,25            | 1 126 (2022)                      | 36                 |
| Larrivière-Saint-Savin      | 40145      | Saint-Savinois  | 16,85            | 588 (2022)                        | 35                 |
| Lussagnet                   | 40166      | Lussigniens     | 8,43             | 77 (2022)                         | 9,1                |
| Maurrin                     | 40175      | Maurrinois      | 13,38            | 457 (2022)                        | 34                 |
| Saint-Maurice-sur-Adour     | 40275      | Saint-Mauriçois | 9,53             | 623 (2022)                        | 65                 |
| Le Vignau                   | 40329      | Vignalais       | 11,07            | 508 (2022)                        | 46                 |

### Démographie
| 1968  | 1975  | 1982  | 1990  | 1999  | 2010  | 2015  | 2021  |
| ----- | ----- | ----- | ----- | ----- | ----- | ----- | ----- |
| 6 038 | 5 970 | 6 336 | 6 739 | 6 933 | 7 777 | 7 718 | 7 694 |

## Administration
Président : Jean-Luc Lafenêtre, maire de Maurrin.

## Compétences
Aménagement de l'espace, développement économique, création, aménagement et entretien de la voirie, élimination et valorisation des déchets des ménages et assimilés, protection et mise en valeur du cadre de vie, action sociale, tourisme et culture, actions permettant de résoudre les problèmes des animaux errants, politique « 1 % paysage et développement » de l'autoroute A65.